# 光明與黑暗續戰篇II 古代的封印
《光明力量II 古代的封印》是一款世嘉Mega Drive平台的戰略角色扮演遊戲。本作于1993年10月1日在日本发售，于1994年7月2日在欧洲发售。
本作是世嘉光明與黑暗系列的第6作。玩家扮演主人公“鲍伊”（日语：ボウイ，英语：Bowie），以打倒被解除了封印的魔王基恩，拯救格兰瑟尔王国为主要的目的而展开冒险。
基本保留了前作《光明力量 众神的遗产》（1992年发售。下称“众神的遗产”）的所有系统，角色方面则全部是为本作全新创作的。在故事方面，将与前作同一个世界观下的另一个大陆作为舞台。与前作之间详细的关联性等内容在游戏本篇中几乎没有任何的触及，在随着发售之后刊行的小说版《光明力量 神龙的血脉》中，前作与本作的人物一同登场，并描述了两者之间的关联，本作是作为前作时间线后的故事这一点也有明确的表述。
本作由Climax Entertainment以及Sonic! Software Planning（即現今的Camelot）进行开发，制作人继续由高桥宏之担当，导演则由前作导演之一的田口泰宏和高桥宏之的弟弟，也是参与了Game Gear上的系列作之一《光明力量外传 远征·邪神的国度》（1992年发售。下称“外传”）的高桥秀五共同担任看，音乐则继续邀请参与过外传的武内基朗进行谱写，人物设定和首席原画由SUEZEN担纲。
在2008年至2019年期间，在Wii平台上通过Virtual Console进行配信。还被收录在欧美地区于PlayStation 3以及Xbox 360平台上所发售的游戏《Sonic's Ultimate Genesis Collection》(2009年）中（移植版相关的详细情报请参考“#移植版”）

## 游戏内容

### 系统
移动类似象棋和国际象棋，在限定的范围内可自由移动，若有敌人在行动范围内则可以选择进行攻击。进入战斗画面后我方与敌方会分别位于屏幕的对角两端进行对峙，以相比同类游戏更具临场感的镜头设置来表现敌我双方交锋的场面。
攻击方式除了普通攻击以外，还有着同时选择攻击复数敌人的魔法类攻击。每种魔法都有4个不同等级，代表不同的强度。在战斗动画表现中，不同的等级也依据其强度刻画出了精细的差异。魔法的MP消耗量会随着等级提升，与之相应的，威力和攻击范围也会逐级增加。
当主角被打倒时就会Game Over并回到城镇的教会中，但是如果在主角被打倒前使用主角专属的魔法“回归”（リターン），或是使用道具“天使之羽”（てんしのはね）就可以任意地脱离战斗。此时再回到之前触发战斗的地点，战斗就会被重制，使得重复挑战同一场战斗来累计经验值提升等级的玩法变得可行。角色升级以经验值每累计100点就会上升1级为机制，等级越高则从敌人身上获取的经验值就越少，最小值为1点经验值，因此即便打倒1个敌人只能获得经验值1点，只要累计打倒100个敌人依旧可以升级。
除此以外，在本系列中有着转职系统。当角色达到特定的等级就可以前往教会进行转职，从而获得更强的战斗力。在此转职系统中，目标职业是固定的并无法自由选择的。转职后角色的等级会重新回到1级，不过等级20级的高级职业在战斗力上是远远凌驾于同等级的初级职业的。此外游戏后期登场的武器的装备条件也会往往以高级职业作为限定。
除上述列举的特点之外，本作在系统菜单的显示和操作上也颇具特色。所有行动选择的菜单都可以通过十字键的上、下、左、右4个按键来完成所分配的行动选择（例：战斗中移动后，菜单显示为：攻击、道具、待机、魔法，若选择了魔法，则菜单会切换：燃尽Lv1（ブレイズLv1）、催眠术（スリープ）、燃尽Lv2、燃尽Lv3，诸如此类，行动菜单始终会随着玩家的选择进行适当的切换。）

### 职业
本作中存在着数量众多的职业，与下文中的种族分属不同概念。左侧为初级，右侧为转职后的高级职业名。
剑士→勇者
主角的专属职业。全属性数值都相当平均。在战斗中一旦被打倒该场战斗就被算作失败，作为惩罚会自动回到最后所到达的城镇的教会（并不会回到标题画面）。是可以自由返回城镇的魔法“回归”（リターン）唯一的使用者。若满足一定条件还可以学会魔法“闪光”（スパーク）。可装备武器只有剑。
骑士→圣骑士/飞马骑士
半人马系角色专属的职业。武器方面除了近战专用的“骑枪”之外，还有远程近战兼备的“枪”可以选择。具有很高的移动力，但是在森林和山脉等险恶的地形中会大幅下降，不过转职为飞马骑士的话就可以无视这些地形差异。拥有较高的HP，但是防御力并不可靠，因此常常装备枪在最前线的后方进行攻击。
通过普通的转职会成为圣骑士，若在转职时携带特定的道具则可以成为飞马骑士。飞马骑士获益于其特有的飞行能力，机动性更上一层楼，不过由于无法得到有利地形的属性加成，防御能力这一弱点就更为凸显。
战士→勇士/男爵（红男爵）
以战斧为武器，以矮人系角色为主的职业。移动力虽不高但不受地形变化的影响，防御力虽然优秀但HP普遍不高。无法使用任何魔法，不过可以通过使用特殊的武器发动类似魔法的攻击。
普通的转职会成为勇士，若携带特定道具则可以成为男爵。男爵可以使用剑和斧两种武器，移动力也更优秀，因此有很高的泛用性。
魔法师→巫师/妖术师
以魔法为主要攻击手段的职业。可以使用的魔法种类依据角色有所不同，不过每个角色基本都会包括一种以上的攻击性魔法和状态异常魔法。可以装备魔杖作为近战武器，但是威力都可以忽略不计。大部分魔法都具有攻击范围广、必然命中以及无视敌人防御力的特点。尤其在狭窄的地形，如建筑物内部的通道处，可以通过引诱将敌人集中后发挥魔法的特点一次给予大量敌人致命的打击。
纵然拥有上述优点，相对的也有不少在使用中需要注意的缺陷。首先在学到最高级魔法之前，魔法攻击普遍对敌人单体的伤害较低，在敌人比较分散的宽阔地形的战场往往难以发挥优势。并且MP耗尽后就会形同摆设，无法对战斗做出贡献，防御力更是普遍低到会被敌人一击杀死的地步。因此想要活用这一职业的话必须专门安排护卫，考虑整体的阵型，以及具体释放魔法的位置等战略要素。
普通的转职会成为巫师，若携带特定道具则可以成为妖术师。后者可以使用高伤害的召唤魔法，不过需要注意的是转职后会忘记所有转职前已经学会的魔法。
僧侣→祭司/宗师
可以使用和习得回复系、状态解除系和使敌人陷入异常状态的魔法。由于在战斗中己方单位常常会受到伤害，所以可以进行体力回复的僧侣系职业就自然成了队伍中所必须的重要辅助单位。虽然同样可以装备魔杖，但是攻击力和防御力都非常低。在使用回复魔法和辅助魔法时，可获得的经验值与对释放对象的等级无关，因此每次可以获得固定的经验值。
普通的转职会成为祭司，若携带特定道具则可以成为宗师。宗师可以装备格斗武器，在具备回复能力的同时也兼具一定的攻击能力。
弓箭手→狙击手/机动炮手
使用弓作为武器的远程职业。与骑士的枪不同，无法作为近战武器使用。通过装备高级武器，攻击范围会得到大幅提升，并且由于没有MP之类的使用限制，可以适应战场上的多样的情况变化。
普通的转职会成为狙击手，移动力也会有所提升，若携带特定道具则可以成为机动炮手。相比狙击手，机动炮手的移动力稍逊，但防御力更为优秀。
鸟人→飞鸟战士
飞行单位，一部分无法通行的地形除外，可以在战场中无障碍地自由移动。尽管拥有出类拔萃的移动能力，其余的能力相比之下就显得平庸，因此通常作为奇袭部队来使用。装备武器为剑。
雏鸟→不死鸟
皮特（ピーター）的专属职业。由于是飞行单位，因此与鸟人一样可以无视地形自由移动，同时HP和攻击力也极为优秀。因为是不死鸟，还拥有对火属性攻击的高抗性。此外在战斗中被击倒也无需通过教会，而是在战斗结束后自行复活。
盗贼→忍者
吉布（ジッポ）的专属职业。在使用匕首系武器的盗贼阶段尽管拥有相当高的敏捷值，综合战斗力仍然相当孱弱，不过在转职成为忍者后可以装备剑作为武器，还能学会专属的忍术（相当于魔法），完全拥有跻身主力的实力。
兽人→狼男爵
盖尔哈鲁特（ゲルハルト）的专属职业。徒手战斗，却拥有极高的攻击力。
游骑兵→弓骑士
玛蒂尔达（マチルダ）的专用职业。同时拥有半人马族的高移动力特征和弓箭的攻击范围，因而非常擅长从远距离奔袭式的奇袭进攻。与此相对，HP和防御力都很薄弱，一旦落入敌人攻击范围就容易陷入危机。
绿龟→怪兽
奇威（キウイ）的专属职业。拥有最高防御力的角色，物理攻击几乎无法对他造成威胁。转职后更会获得飞行能力，甚至有一定几率会随机发动强大的火焰吐息攻击。与此相对的是全角色中最低的HP值，面对魔法攻击时极为脆弱。
机械士兵
巴卡斯（バッカス）的专属职业。徒手战斗，属于近战的单位，在发动必杀攻击为光束炮。较低的移动力是其弱点，不通过一些手段进行弥补的话很难在战场上发挥出优势。
土偶巨人
玛多（マード）的专属职业。徒手战斗，拥有优秀的防御力，是战场上的肉盾，相对的移动力非常的低。

### 魔法
魔法是僧侣与魔法师等特定的职业和角色所能使用的指令，通过消耗MP就可以施放。每个角色可以学会的魔法种类是固定的，随着等级的上升就有可能会学会新种类的魔法，或是使已习得的魔法获得升级。除了几个特例，只有在战斗中才能使用。
攻击魔法
这类魔法主要由魔法师系的角色所掌握。火焰魔法燃尽（ブレイズ）、寒冰魔法冻结（フリーズ）、电击魔法放电（スパーク）、召唤死神的魔法夺魂（ソウルスチル），以及僧侣使用的真空魔法冥界爆风。
忍术
攻击性魔法的一种，转职为忍者后的吉布专属。共有火系的火遁（かとん）与电系的雷神（らいじん）两种。
回复魔法
主要由僧侣系角色所掌握。有单体回复的治疗（ヒール），群体回复的回复光环（オーラ），以及治愈中毒或麻痹的解毒。
辅助魔法
包括一些提升我方属性、降低地方属性以及控制性的魔法在内的一些辅助魔法。例如：提升我方单位攻击力的突袭（アタック）、提升我方单位防御力和敏捷的援助（サポート）、使敌方陷入睡眠状态的催眠术（スリープ）、令敌方陷入沉默状态无法使用魔法的封咒（アンチスペル），降低敌方防御力和敏捷的迟缓（スロウ）、令敌方陷入混乱状态的迷惑（コンフューズ）以及可以从战场脱离的回归（リターン）。
召唤魔法
召唤出精灵的魔法。只有几个特定的角色可以使用。一共包括大地魔法达奥（ダオ）、太阳魔法阿波罗（アポロン）、水魔法尼普顿（ネプチューン）以及巨神魔法阿特拉斯（アトラス）4种。每一个都威力强大，但是与普通的攻击魔法不同，对复数的敌人使用时，总伤害量会根据攻击的目标人数而分散。攻击人数越多，对每个敌人的伤害量就越低。

### 装备的种类和效果
在本作中出现的装备类物品共有为剑、斧、骑枪、枪、魔杖、弓箭和指环七大种类，角色会根据他的职业来决定所能装备的武器种类。其中指环与职业无关，任意角色都可以装备，且与其他武器互不排斥，可以同时装备。其中有一些可以提升攻击力以外的属性，不过数量非常稀少。使用武器进行的物理攻击通常都是以单体的敌人作为目标。
魔杖、剑、斧和骑枪4种武器是以角色周围4个单位方格范围中的敌人为目标进行攻击的近战武器。本作有着攻击距离越近，武器的攻击性能就越高的一般倾向。枪有着周围8个方格距离与纵横直线上2个方格距离的攻击范围。弓箭拥有除了自身周围4个方格以外，纵横直线上2个方格以及两条斜线上1个方格距离的攻击范围，并且高级的弓箭的攻击范围更为广泛。
此外在装备品当中有一些带有可以进行使用的魔法效果，但是过多使用会导致其破损，继续使用最终会导致其彻底报销。若在报废前在武器店进行有偿的修理，就可以使其完好如初。
另外一些特殊的武器则需要在进行攻击时才会发动其特有效果。
还有一些装备受到了诅咒，有着如一旦装备就无法取下、装备的角色会受到伤害或是行动受限等惩罚。不过这些被诅咒的装备普遍都异常强大。受到装备诅咒的角色可以在教会进行解除。
一个角色可携带的道具包括已经装备的武器和指环在内只有4个。例如骑士为了随机应变，同时携带可远程攻击的枪和更擅长近战的骑枪，那么他就只能再携带两个道具。一些暂时不需要携带在身上的道具可以保管在故事的中盘所获得的古代战车（キャラバン）上。此外，将一些稀有道具卖给商店后，会变成“发掘品”以极低的价格再出现在商店里，并且可以再次以低价买入。

### 古代战车
在神殿中被供奉的从古代遗留下来的高科技交通工具。获得以后在大地图上行走时就会跟随在主角的队伍后面（进入城镇地图后并不会出现）。看起来跟人差不多大小，实际上拥有着让主角等人变小从而进入其内部的特殊能力。
在功能上相当于前作的本阵，可以自由选择在战斗中出场的角色。
另一个重要的功能就是作为保管道具的仓库。如同前文所述，可以将冒险途中获得的暂时不用的道具存放在内。此外还可以直接在仓库内丢弃不要的道具，以及进行道具的鉴定。

### 地形效果
作为战斗中的特征之一，会对敌我双方的角色触发属性加成的地形效果。根据角色当前位置所在地形的不同类型，会在界面的右上角显示具体数值加成的百分比。
地形效果越高则受到攻击时受到的伤害减免就越多，通常拥有较高地形效果的地方都是像山脉、砂石地、森林等险恶的地形，一些特定的职业角色在一旦进入这类地形时移动力受到明显的限制。

## 设定

### 故事
位于前作舞台的遥远北方的格兰斯岛是本作故事开始的地方。盗贼吉布在探索某个古代遗迹时，失手解开了一个神秘的封印——那里封印着上古时代被封印的魔王基恩与他的军团。
此时，生活在格兰瑟尔王国的少年鲍伊正以成为一名出色的剑士为目标，在贤者阿斯特拉尔的指导下每日修行。某一日，阿斯特拉尔突然接到格兰瑟尔王御体异样的急报，便匆匆向着王宫内赶去。心怀强烈好奇心的鲍伊和他的伙伴们便悄悄跟随着老贤者，却在此机缘巧合下目睹了魔王军的先锋部队复活的危机。
随后，保持着睦邻友好的邻国伽拉姆突然决定入侵格兰瑟尔。鲍伊等人便被卷入了与伽拉姆军以及魔王军的战斗中。一场壮烈的冒险故事便拉开了序幕。

### 世界观
《光明力量》的世界属于通常的中世纪西欧剑与魔法的幻想世界观。
主要登场的种族在最常见的人类之外，还有上半身是人，下半身是马的半人马、体型小巧的半身人、拥有傲人臂力的矮人、神话中的生物不死鸟、能在天空自由翱翔且会说人语的鸟人，以及全身由坚固的龟甲包裹的绿龟等等。
在敌方的单位中也有哥布林、丧尸、飞马骑士（长有双翼的半人马）与龙 等常见的幻想世界的怪物登场。

## 登场人物

### 主角
鲍伊（日语：ボウイ，英语：Bowie）
职业：剑士→勇者
本作的主角。生活在格兰斯岛的格兰瑟尔王国的少年，贤者阿斯特拉尔的学生。为了成为一名剑士与终日与伙伴们在一起学习和锻炼技艺。机缘之下意外获得了拥有封印魔王基恩之力的两颗宝石，自此走上了波澜壮阔的冒险之路。

### 我方角色
莎拉（日语：サラ，英语：Sarah）
职业：僧侣→祭司（宗师）
精灵族的僧侣，与主角是同学，性格虽稍显强硬，却善于照顾同伴，是个拥有一头漂亮的蓝色秀发的少女。由于在游戏初期只有她一名可使用回复魔法的单位，难免会有陷入苦战的情况。
出战选择台词：“记住，你是队伍的领袖，你要是被敌人击的话我们就会战败，明白了吗？”
修伊（日语：ヒューイ，英语：Chester）
职业：骑士→圣骑士（飞马骑士）
半人马族的少年，同样是阿斯特拉尔的学生。虽已成为见习骑士，为人处世却有些不解风情。以上3人就组成了最初的玩家队伍。
出战选择台词：“咿——！我已经迫不及待要冲锋陷阵了！”
扎加（日语：ジャジャ，英语：Jaha）
职业：战士→勇士（男爵）
半身人族的少年，操斧的战士，一样是阿斯特拉尔的学生。因为睡过头而错过了第一场战斗，性格稍显迟钝。
出战选择台词：“立正！随时准备接受检阅，长官！”
卡辛 （日语：カズン，英语：Kazin）
职业：魔法师→巫师（妖术师）
考古学家哈维尔的学生，以老师的死为契机而加入成为伙伴。身为精灵族的魔法师，非常擅长火系魔法。平时沉着冷静，有时也会显露出少年的青涩和纯真，因此而惹人喜爱。
出战选择台词：“哈维尔老师的每一句教导都让我受益匪浅，不论什么战术兵法他都了若指掌。”
吉布（日语：ジッポ，英语：Slade）
职业：盗贼→忍者
在古代神殿盗取两颗封印宝石，导致魔王复活的罪魁祸首。为了弥补自己犯下的错误而参战。斯卡文鼠人族的盗贼，身手非常敏捷。
出战选择台词：“犹如潜藏于暗夜中的阴影，无声且致命！”
奇威（日语：キウイ，英语：Kiwi）
职业：绿龟→怪兽
作为难得一见的奇珍异兽从大陆被带来的绿龟。从笼子里逃脱而与主角相遇，并成为伙伴。此时也可由玩家来对他起名。身负坚固的龟甲，拥有极高的防御力。
出战选择台词：“战斗好累...说话也好累...我累了...”
皮特（日语：ピーター，英语：Peter）
职业：雏鸟→不死鸟
不死鸟族的末裔。在旅行途中偶遇了迁徙到大陆的格兰瑟尔王国的人们，从此便常常跟随着主角一行。口无遮拦的话痨性格。因为不死鸟的特性，即便在战斗中被打倒在战斗结束后也会自行复活。
出战选择台词：“我们不死鸟可不需要什么神父，我们自己就可以复活。”
玛蒂尔达（日语：マチルダ，英语：May）
职业：游骑兵→弓骑士
住在大陆上的利布村的半人马族游骑兵。憧憬着大城市。
出战选择台词：“我是半人马，不过我用弓箭战斗！”
盖尔哈鲁特（日语：ゲルハルト，英语：Gerhalt）
职业：兽人→狼男爵
住在波尔卡村的兽人族青年。虽然身为勇猛的兽人一族，却没有像同族人一样拥有披满全身长毛这一点始终让他非常在意。
出战选择台词：“真正的强者可不需要什么武器，赤手空拳就能让敌人吃苦头，就像我。”
鲁德（日语：ルド，英语：Luke）
职业：鸟人→飞鸟战士
鸟人族的王国——彼多的王子，是皮特的挚友。心胸宽广的性格。移动力出色，但是防御力较低。
出战选择台词：“还能有比从高空俯冲给敌人最后一击更畅快的吗？”
罗伊德（日语：ロイド，英语：Rohde）
职业：机动炮手
港口小镇哈萨恩的考古学家。一直梦想有朝一日能驾驶附近遗迹里被供奉的古代交通工具——古代战车。性格多少有些偏执。在获得古代战车后先担任了驾驶员，后来也可以作为战斗单位参加战斗。
出战选择台词：“瞧这大炮！...这就是男人的浪漫啊！！！”
米克（日语：ミック，英语：Rick）
职业：骑士→圣骑士（飞马骑士）
正在大陆上旅行的半人马骑士。一见到珍奇的玩意儿就会着迷，因为对古代战车十分好奇而加入了队伍。
出战选择台词：“咱半人马可是战斗的主力军！咱可能打！”
博纳列夫（日语：ポルナレフ，英语：Elric）
职业：弓箭手→狙击手（机动炮手）
精灵族的弓箭手，主角一行在他落水时救了他而入队。因为住在妖精之森而与妖精族们关系密切。
出战选择台词：“空中的敌人都是我的靶子，我可是弹无虚发！”
埃里克（日语：エルリック，英语：Eric）
职业：骑士→圣骑士（飞马骑士）
因为偶然而遭难，被恶魔库利德变小的半人马骑士。时而会有些自我陶醉的举动。能力在同职业中相当优秀。
在离开库利德的住所时可以从埃里克、翠琪、顿古和派帕四人中选择一人作为同伴带走。不过在故事后期，没有带走的三人也会作为同伴加入。
出战选择台词：“在我年轻的时候可没少训练。小伙子，优雅的风度可比浑身肌肉要重要得多。”
翠姬（日语：ツィッギー，英语：Karna）
职业：僧侣→祭司（宗师）
原先是庞培王国的人，卷入了灾害而被恶魔库利德变小。个性强势的女性僧侣。库利德处可以选择的4个伙伴之一。
出战选择台词：“我可不怕什么恶魔，下次出战是什么时候？”
顿古（日语：ドンゴ，英语：Randolf）
职业：战士→勇士（男爵）
同样原本是庞培王国的人，矮人族的老兵。虽然有些老顽固，但是战斗力和领导力并没有随着年龄衰退。库利德处可以选择的4个伙伴之一。
出战选择台词：“甭管什么恶魔，本大爷随时随地恭候！”
派帕（日语：パイパー，英语：Tyrin）
职业：魔法师→巫师（妖术师）
原来是庞培王国的人。能学会强力魔法的精灵族魔法师。
出战选择台词：“我的本事可是对你们大有用处！”
珍娜（日语：ジャネット，英语：Janet）
职业：弓箭手→狙击手（机动炮手）
精灵族的弓箭手。博纳列夫的恋人，因为追随他而一起参战。初期的攻击力相当高，但是成长率稍显平庸。
出战选择台词：“是的，战争很可怕，但是我绝不会从敌人面前逃跑。”
希金斯（日语：ヒギンズ，英语：Higins）
职业：圣骑士
半人马一族的国家——帕恰隆的骑士队长。正在寻找援军的途中受到魔族的袭击，被主角一行所救下。
出战选择台词：“我已痊愈！敌人在哪？”
菲尔达（日语：フィルダー，英语：Skreech）
职业：飞鸟战士
彼多国的年轻飞鸟战士。在与主角一行相遇的很短时间内就获得成长，并加入参战。为人谦逊，彬彬有礼。
出战选择台词：“我可能没有大家那么强壮，所以我会做我所擅长的——从天空中进行支援。”
琳达（日语：リンダ，英语：Taya）
职业：妖术师
在密特拉神殿侍奉女神的精灵族妖术师。会使用非常强力的召唤魔法，但是防御力也相当脆弱。对自己的年龄相当在意。
出战选择台词：“自然之力远胜于恶魔！”
夏洛尔（日语：シャロル，英语：Frayja）
职业：祭司
在帕尔梅西亚大陆北方颇具权威的祭司。在恶魔军入侵时，他做出了痛苦的选择，下令封锁了通向内陆的唯一入口上的小镇，以此阻止恶魔军的入侵。他所犯下的这个罪孽始终像噩梦一样折磨着他的良心。
出战选择台词：“我不会忘记那些人们！邪恶必须从大地上被彻底清除！”
法尔康（日语：ファルコン，英语：Jaro）
职业：飞马骑士
长有一双羽翼的飞马骑士。原本是恶魔军的一员，与主角一行相遇后弃暗投明。
出战选择台词：“为何他们如此兴奋？我只为我自己而战，不为任何人！”
盖杨（日语：ガイアン，英语：Gyan）
职业：勇士
在遭到恶魔军袭击的摩恩镇上凭借一己之力奋起对抗的矮人族的勇士。妻子住在利布村。
出战选择台词：“矮人都是硬汉子，给我调到最前线！”
希拉（日语：シーラ，英语：Sheela）
职业：宗师
人类武术宗师，阿斯特拉尔从前的学生。被恶魔军队长红男爵夺去了未婚夫的性命，从此丢下僧侣的魔杖，踏上了为报杀夫之仇的修行之路。
出战选择台词：“滚开！你们这些恶魔！看我把你们撕碎！！”
巴卡斯（日语：バッカス，英语：Zynk）
职业：机械士兵
很久以前由众神所制造，被考古学者佩特罗发掘并修好的机械士兵。
出战选择台词：“我等与恶魔战斗已历经千年...”
玛多（日语：マード，英语：Claude）
职业：土偶巨人
在古代通道中被阻塞无法通行的地方主角一行正头痛时出现，帮忙打开了通道的正义的土偶巨人。虽然身手迟缓，但攻防都很优秀。
出战选择台词：“我的生命是古代魔法所赐予的，我的命运就是对抗恶魔！”
欧尼亚（日语：オネイア，英语：Chaz）
职业：巫师
卡辛的老师哈维尔的儿子。继承了父亲的研究，不断探索与魔族战斗的方法。可惜并不能学会什么特别强力的魔法。
出战选择台词：“魔法对战斗是不可或缺的，我说的没错吧？”
雷蒙（日语：レモン，英语：Lemon）
职业：红男爵
格兰瑟尔的邻国，伽拉姆王国的英雄。原本是充满正义感的男人，但迫于对国王的忠诚，不得已率军向格兰瑟尔发起进攻。之后被恶魔占据了身体，作为红男爵前来阻挡主角一行。由于被恶魔所占据，所以拥有不死之身。作为恶魔军的先锋，对自己所犯下的种种恶行后悔不已而企图自杀，却遭到失败，最终加入了主角一行，一同反抗魔王。
出战选择台词：“我跟皮特一样是不死之身，不论多艰难的战斗我都不会退缩！”

### 友方其他角色
阿斯特拉尔（日语：アストラル，英语：Sir Astral）
主人公鲍伊等人的老师，年逾七十的老者，却在众多国家当中都享有格兰瑟尔的贤者之盛名。掌握着高深的魔法。虽不直接参与战斗，但从故事的中盘开始会作为军师与主人公等人同行。与严肃智慧的长者形象相对，也常常会表露出好色的一面，如拥有色情书籍，以及被女性学生所警惕。
被认为其外形设计参考了《魔戒》中的甘道夫。
爱丽丝公主（日语：エリス，英语：Princess Elis）
格兰瑟尔王的女儿，王国的公主，美貌出众，因主角多次挺身而出因此对他抱有好感。在故事初期就遭到伽拉姆王的劫持。在故事的最后，沉睡了两年之久的公主因为主角的吻而苏醒。
欧德勒（日语：オッドラー，英语：Oddler）
故事中盘登场的谜一般的少年。自称因为受了重伤而失去了视力和记忆。真实身份是恶魔军的重要骨干之一魔眼。在故事终盘时会以敌人的身份重新登场。
哈维尔（日语：ハウエル，英语：Sir Hawel）
在外传中，年轻的哈维尔在冒险途中了解到了有关古代封印及其他数量众多的有关古代的知识，在冒险结束后他成为了一个考古学家，在伽拉姆定居。有一个儿子欧尼亚，同时也是卡辛的老师。由于他掌握了有关古代封印的重要知识而遭到恶魔军的进攻，当主人公一行赶到时已奄奄一息。
库利德（日语：クリード，英语：Creed）
曾经是一名力量强大的高等恶魔，后来出于某些原因而放弃了身份，隐居在恶魔之尾，不过魔力依旧深不可测，同时具备极其渊博的知识。与妖精们关系密切，是她们实质上的领导者。曾经用他的力量拯救了灾难中的庞培国民，并将他们缩小后安置在自己的书房，也就是新庞培王国。在故事的终盘会担当神父的功能帮助主角一行。
据漫画版中透露的信息，库利德曾经是魔王基恩最初的子民，也是他的长子。
格兰瑟尔王（日语：グランシール王，英语：King Granseal）
格兰瑟尔王国的国王，爱丽丝公主的父亲。曾与邻国伽拉姆结盟。在故事开始不久就被恶魔附体，索性被主角一行和阿斯特拉尔所救。对爱丽丝非常宠爱。
伽拉姆王（日语：ガラム王，英语：King Galam）
格兰瑟尔王国的邻国伽拉姆的国王。在被恶魔附身后性情大变，立即命令将军雷蒙向格兰瑟尔发起入侵，并劫持了爱丽丝公主。
密图拉女神（日语：ミトゥラ，英语：Mitula）
在本作以及外传的故事中都扮演了重要角色的女神，掌管着谷物与气候。她还是帕尔梅西亚大陆北方的统治者，住在位于特里斯坦的密图拉神庙当中，守护着重要的神器大地宝珠。
在游戏开始画面当中搅拌药缸的老巫婆就是密图拉所变。
柏卡农神（日语：ボルカノン，英语：Volcanon）
在本作及外传中都有登场的神祇，掌管着空气与火焰，也是鸟人一族的统治者，并亲手创造了凤凰。对于来自主角一行这些来自格兰瑟尔的地上种族颇为鄙夷。魔眼就是在挑战他时受伤导致失明和失忆的。

### 恶魔军角色
魔王基恩（日语：悪魔王ゼオン，英语：Zeon）
本作的大反派和幕后黑手，是三大魔王中最强大的一个。曾经因为在三大魔王互相争夺地盘的战争中胜出，导致另两个魔王联手将他封印。直到许多年后吉布在位于格兰瑟尔南方的古代神殿中探索时取下了封印基恩强大力量的光明宝石和黑暗宝石，导致他的苏醒。
在《光明力量III》以及《光明之魂》中亦有登场。
格什普（日语：ゲシュプ，英语：Geshp）
高等恶魔，恶魔军的军师。擅长谋略，诡计多端，在主角一行的冒险途中三番四次地设计阻挠，却都没有成功。比起正面迎战，更喜欢利用头脑来解决问题。与同一阵营的卡米拉经常意见不合而吵架。
魔眼（日语：オッドアイ，英语：Odd-eye）
恶魔军的队长之一。在故事中盘进攻柏卡农神殿，被柏卡农击败而双目失明，并暂时失去了身为恶魔的记忆。与主角等人相遇后便跟随着他们一同冒险。之后选择暂别主角和朋友们，留在库利德的住所，其后不久便恢复了记忆。在与基恩的决战之前，他作为敌人再次登场，选择了与昔日伙伴兵刃相向。被击败后，奄奄一息的他发出“怀念与主角和伙伴们一起冒险的日子，希望来生能成为普通人，而不是恶魔。”的感叹后，便死去了。
在外传中亦有登场。
卡米拉（日语：カミーラ，英语：Cameela）
高等恶魔，恶魔军的队长之一。使用铁球作为武器。喜欢与敌人堂堂正正地较量，对爱耍诡计的格什普颇为鄙夷。掌握高超的易容术，可以轻易变成任何人的样子。
红男爵（日语：レッドバロン，英语：Red Baron）
在被恶魔附身后成为恶魔军的队长之一，犯下了许多无法挽回的事，红色的盔甲据说是以战场上被他所砍杀的敌人的血染红。恢复理智后曾试图自杀，却发现已经成为不死之身，只得加入主角一行，抱着战死沙场的夙愿不断挥舞手中的长剑。

## 移植版
| No. | 标题 | 发售日                                                            | 对应机种               | 开发商                 | 发行商                            | 媒介                     | 制式                                                                             | 备注                                                   |
| --- | --- | ----------------------------------------------------------------- | ---------------------- | ---------------------- | --------------------------------- | ------------------------ | -------------------------------------------------------------------------------- | ------------------------------------------------------ |
| 1   | シャイニング・フォースII 古えの封印                                                                              | - 日本：2008年7月15日 - 欧洲：2008年10月3日 - 北美：2008年10月6日 | Wii                    | Climax Sonic!          | 世嘉                              | 下载 （Virtual Console） | - 日本：MB6J - 北美：MB6E - 欧洲：MB6P                                           | 2019年1月31日 配信・贩卖终止                           |
| 2   | - 北美：Sonic's Ultimate Genesis Collection - 欧洲：SEGA Mega Drive Ultimate Collection                          | - 北美：2009年2月10日 - 欧洲：2009年2月20日                       | PlayStation 3 Xbox 360 | Backbone Entertainment | 世嘉                              | Blu-ray Disc DVD-ROM     | PS3:- 北美：BLUS-30259 - 欧洲：BLES-00475 XB360:- 北美：68-034 - 欧洲：384-40210 | 未在日本发售，但日版主机可以运行                       |
| 3   | Shining Force II                                                                                                 | - 北美：2011年1月26日 - 欧洲：2011年1月26日                       | Windows                | Climax Sonic!          | 世嘉                              | 下载 (Steam)             | -                                                                                |                                                        |
| 4   | Sega Mega Drive Classics Collection Vol.4                                                                        | - 欧洲：2011年2月4日                                              | Windows                | 世嘉                   | 世嘉                              | CD-ROM                   | -                                                                                |                                                        |
| 5   | - 北美：Sega Genesis Classic Collection - Gold Edition - 欧洲：Sega Mega Drive Classic Collection - Gold Edition | - 北美：2011年3月15日 - 欧洲：2011年3月18日                       | Windows                | 世嘉                   | 世嘉                              | DVD-ROM                  | -                                                                                |                                                        |
| 6   | Sega Genesis Classic Collection                                                                                  | - 北美：2011年3月25日 - 欧洲：2011年3月25日                       | Windows                | 世嘉                   | 世嘉                              | 下载 (Steam)             | -                                                                                |                                                        |
| 7   | Shining Force II                                                                                                 | - INT：2018年5月29日                                              | Linux Macintosh        | SONIC                  | 世嘉                              | 下载 (Steam)             | -                                                                                |                                                        |
| 8   | 光明與黑暗續戰篇II 古代的封印                                                                                    | 日本以外的东亚地区 2019年9月19日 - 日本：2020年3月25日            | Mega Drive Mini        | M2 （担任移植）        | Capcom （主机本体由世嘉进行发售） | 预置                     | -                                                                                | MD版的移植（作为预置在主机本体内的42部作品的其中之一） |

※ MD Mini版原本只有东亚版才收录了本作，日本地区在发售次年以东亚版的内容为基准，以“MD Mini Asian Edition”为名在特定的电商平台进行了限定发售。

## 开发团队
- 程序：田口泰宏、高橋秀五、小寺春树、沼屋贤司、山本丰、田中司（音译）
- 剧本：高橋宏之、久末律子、清水秀二
- 地图设计：久末律子、清水秀二、新倉竜也
- 角色设计：SUEZEN（本名：饭田史雄）
- 美术：青木文秀、桥本正行（音译）
- 音乐：武内基朗
- 音效：涩谷道玄、涩谷圆山
- 说明手册：冈田直子（音译）、くしだりこ、梅津雅代（音译）、三上纯子（音译）
- 特别鸣谢：WINDS、R.I.S.、RIT'S、CHAKI、梶山浩、手塚智司、安田実（音译）、高桥章、横濑佐美都（音译）、DAICHAN IKEJIRI
- 导演：高橋秀五、田口泰宏
- 制作人：高橋宏之

## 评价
- 本作在日本非常畅销。[16] IGN将其列为100大游戏中的第48位。[17]

- 游戏杂志《Fami通》给出的评价为8・7・7・6共计28分（满分40分）[8]。

- 游戏杂志《メガドライブFAN》的读者投票栏目“游戏通信簿”中给出的评价为25.8分（满分30分）[9]。此外，在1998年发行的游戏杂志《超絶 大技林 '98年春版》（德间书店）中，给出了“相比前作有着更多的魔法，以及更丰富的攻击方式”，“虽然指令变得更多了，但是整体上门槛降低，体验更流畅”等评价，对战斗画面表现力的提升也给予了好评。[9]。

| 项目 | 角色 | 音乐 | 超值度 | 操作性 | 上瘾度 | 品质 | 综合 |
| 得分 | 4.4  | 4.2  | 4.2    | 4.4    | 4.5    | 4.0  | 25.8 |

- 游戏书籍《MD大全》（日语：メガドライブ大全，2004年，太田出版）指出，将前作担任人设的玉木美孝换成了SUEZEN后使得“给人以焕然一新的印象”，还指出前作中本方角色到后期过强而敌人的强度则未能良好匹配的缺点在本作中也得到了修正，并且对敌方单位的思考习惯给予了“强化了战略性”的好评，此外还对本作“使得系列的幻想世界的设定更具深度”这一点大加称赞。[10]。

- 本作普遍受到积极的评价。《Mega》称其“令人惊艳”、“绝佳的RPG”，作为玩家“不容错过”[11]。《Sega Magazine》则认为本作是“你必须拥有”的优秀游戏[13]。《Santa Cruz Sentinel》杂志的Stan Hojnacki认为本作是一款受欢迎的初代作品的合格续作[12]。

- 《电子游戏月刊》的Mike Weigand对本作剧情的评价是“若有更多的转折和起伏会更好”，但是认为音乐非常出色，同时在角色和菜单的操作设置上具有很高的易用性，对玩家来说非常友好，便于上手理解又直观简洁，此外相比前作有着更大的可供探索的区域。他如此总结道“本作的品质对于前作粉丝来说吸引力是毋庸置疑的，并且对一般的RPG爱好者来说也是如此。”[18]

- GamePro给予本作平庸的评价，认为过于欢快和乐观的配乐破坏了故事营造的气氛，并且菜单系统令人摸不清头脑，整体风格也存在严重的RPG套路化问题，显得俗套。而采用回合制而没有用即时制的方式则让战斗显得“漫长而拖沓”。[19]

- 在1997年《电子游戏月刊》的“史上最伟大电子游戏”榜单中，本作位列第60，理由是引人入胜的剧情和富有挑战性的策略玩法。[20]

- 在2007年IGN的“史上Top100游戏佳作”中，本作位居第48。[21]

- 在《Retro Gamer》所评选的“MD游戏Top10”榜单，本作也位列其中。[22]

## 影响
《光明力量》系列在MD上的两款作品以其独树一帜的用2D技术模拟3D视角从而营造出表现力远超平面视角的精美战斗场景，以及用四个方向的动态图形构成的菜单操作系统等特点直接促成了一个在华语世界颇有知名度的PC平台回合制战略游戏——台湾汉堂游戏公司出品的《炎龙骑士团》系列的诞生。负责后者系列美术的王梁华曾表示因为《光明力量》在画面表现力上在当时的SLG游戏当中相当出众，因而萌生了想要制作有类似画面表现的PC游戏的想法。

## 相关系列
- 光明系列

## 脚注